# 王世杰 (1891年)
王世杰（1891年3月10日—1981年4月21日），字雪艇，湖北省武昌府崇阳县人。中华民国官员、宪法学家、教育家。與政學系關係密切。抗戰期間，在中樞贊襄蔣中正，同時肩負中國國民黨中央宣傳部、三民主義青年團第一屆監察會、中央訓練團、國民參政會、國防最高委員會中央設計局、軍事委員會參事室等六機構之首長或幕僚長重任。民國五十一年五月十五日，就任中央研究院院長。

## 生平

### 民国初期的活動

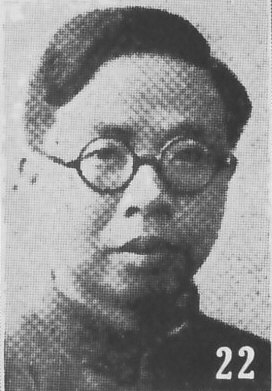
《最新支那要人传》中的王世杰照片

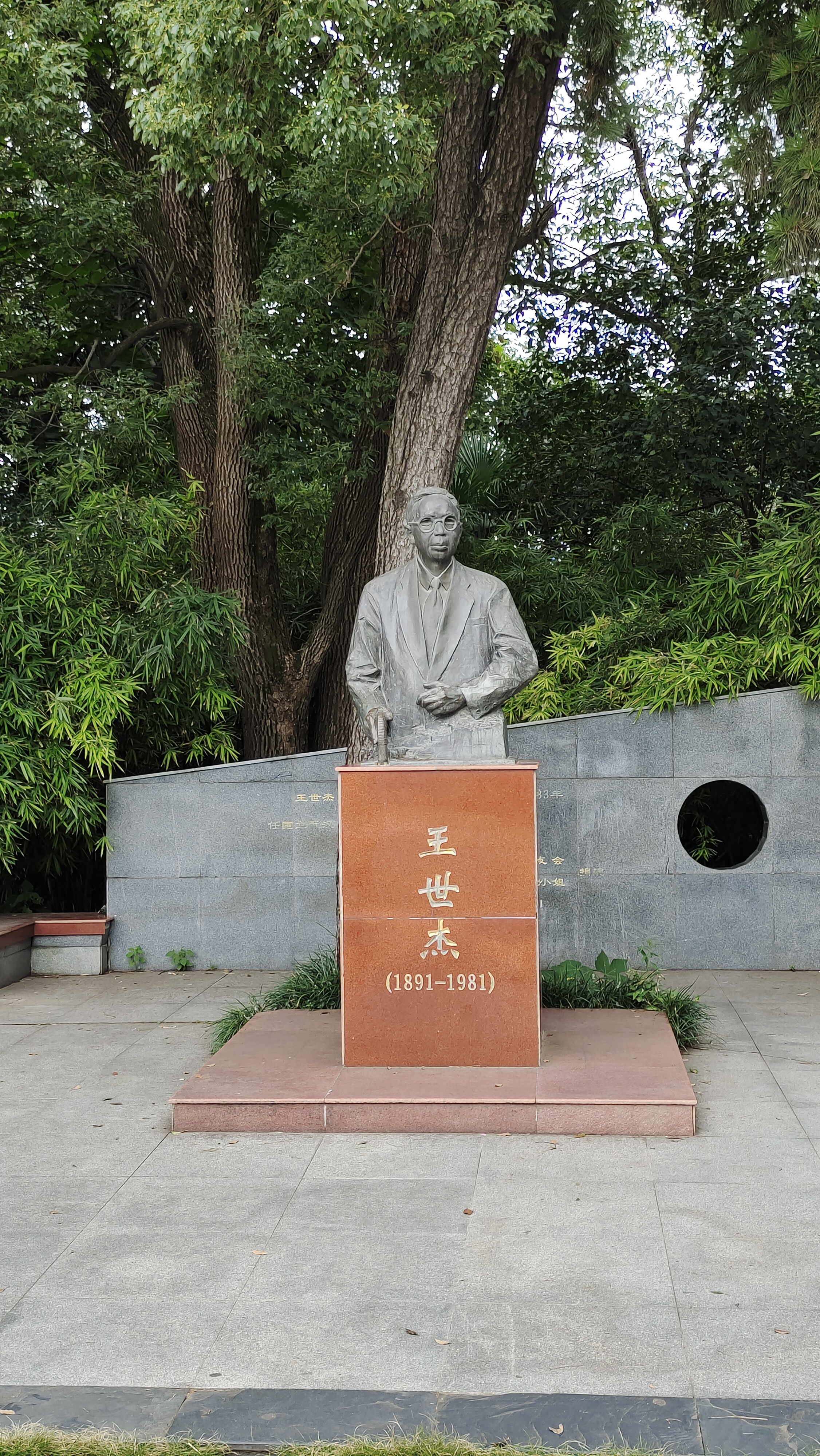
王世杰塑像，位於武漢大學内

清末，王世杰先后在南路高等小学、湖北優級師範、天津北洋大学学习。武昌起義爆发后，回到武昌，任革命派的都督府秘書。1913年（民国2年），赴英国留学，入伦敦政治经济学院。1917年（民国6年）毕业并获得政治经济学士学位。此后赴法国巴黎大学，1920年（民国9年）获得法学博士学位。归国後，出任北京大学教员，创办《現代評論》周刊。
1927年（民国16年）6月，被任命为国民政府法制局局長。同年12月，调任湖北省政府委員兼教育厅厅長。翌年10月，被任命为海牙的常設仲裁法院仲裁人。11月，任立法院立法委員。1929年（民国18年）3月，任国立武漢大学校長。1931年（民国20年）12月，当选中国国民党第四届候補中央監察委員。

### 国民政府的活動

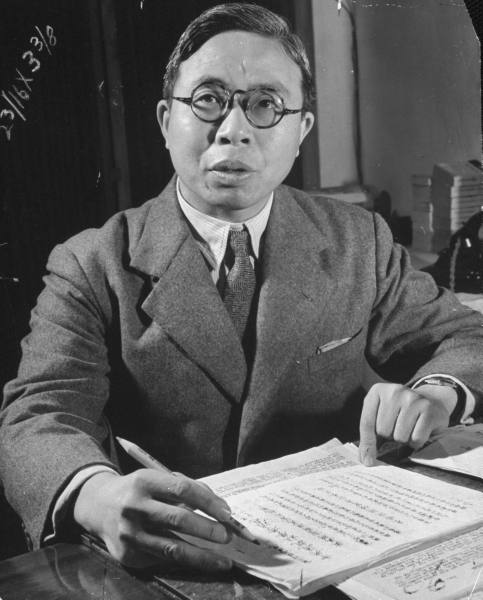
王世杰（1941年2月，重慶）

1933年4月，升任国民政府教育部部長。1935年6月，任国立中央研究院第1届評議員。同年11月，当选中国国民党第五届候補中央監察委員。1938年1月，退任教育部長，转任国民政府軍事委員会参事室主任，并任政治部指導委員。同年6月，任国民参政会秘書長（任至1943年9月）。1939年11月，任中国国民党中央宣传部部長，从事抗日宣传工作，任至1942年12月。1941年至1943年，兼任中央設計局秘書長。1943年4月，任三民主義青年团第一届中央監察会監察。1944年11月，再任中国国民党中央宣传部部長。
1945年5月，当选中国国民党第六届中央監察委員。同年7月，宋子文就任行政院長，王世杰接任外交部長。8月，随宋子文访问苏联，签订《中蘇友好同盟條約》，承認外蒙古之自决權，日後王世杰自稱是“代人受過”，然而周鯁生在給胡適的信中表示外蒙古一案，王世杰是積極參與決策。胡秋原曾質問王為何簽定此約，王表示“可保中蘇三十年和平”。9月出席在英国伦敦召开的五国外长会议。归国後，在重慶同中国共产党进行和平交涉。
1946年7月，王世杰作为中国代表团团長出席巴黎和会。

### 1947年
1947年1月，王世杰告訴馬歇爾，中國國民黨將改組政府以容納黨外份子。:2461月2日，教育部長朱家驊、外交部長王世杰密電北大校長胡適，以最迅速方法查明沈崇事件真相、家庭意見、學生情緒等報南京。:82541月4日，蔣召見王世杰、朱家驊，指示處理學潮原則，謂中美關係不應以美國士兵個人罪行而破壞。:82556月28日，外交部長王世杰訓令駐美大使顧維鈞，要求美國對沈崇案件兇犯皮爾遜返美後被撤銷判決一事作出解釋，並經美國大使司徒雷登要求美國政府維持原判。:8375-8376
1月12日，王世杰照會英、美、法、蘇四國外長，聲明：一、將來和會必須由五國外長召集：二、莫斯科外長會議，在未經中國外長同意前不得討論德、奧和約以外問題。:82642月3日，國民政府特派王世杰、錢泰為簽署對意大利和約全權代表。:82792月13日，蘇聯答復外交部長王世杰照會，謂對德和會由原起草四國召集，不包括中國；王外長斥其不合波茨坦協定。:8285
2月25日，王世杰發表談話，稱政府將嚴格履行中蘇條約。:82967月7日，監察委員10餘人以王世杰辦理對蘇外交軟弱失職，對其提出彈劾。:8380
3月11日，王世杰發表聲明，反對莫斯科四國外長會議討論中國問題。:83093月14日，外交部再度聲明，堅決反對莫斯科會議以任何方式討論中國問題，並拒絕派代表參加。:83123月15日，駐蘇聯大使傅秉常向馬歇爾、貝文送交外交部部長王世杰3月13日復文，並請轉交莫洛托夫；表示中國政府不能參加四國外長會議，並要求「美、英、蘇三外長停止涉及中國內政問題之任何討論」。:8312
3月16日，王世杰在中國國民黨三中全會作外交報告，闡明外交政策為：擁護及支持聯合國機構，對美保持傳統友誼，對蘇嚴格實行中蘇條約，對日本不採取報復，而要求軍事方面充分保證，不使其再事侵略。:83133月18日，中國國民黨三中全會舉行第三次大會，開始質詢外交報告，若干中央執行委員抨擊外長王世杰對蘇聯外交政策屈膝無能；王世杰作答時表示準備在三中全會閉幕時辭職。:83153月24日，中國國民黨三中全會紀念周與中樞紀念周合併舉行，蔣在席上為前行政院長宋子文、外交部長王世杰及台灣行政長官陳儀辯護，稱「批評應有所根據，不能捕風捉影。三中全會通過之決議案大部分屬破壞性，黨內派別紛爭殊為扼腕」；要求大家精誠團結，渡過此嚴重關頭。:83204月28日，蔣主持中國國民黨中央政治委員會舉行恢復後第一次會議，王世杰報告外交工作。:8343
3月7日，蔣接見王世杰，商談收復旅順、大連事宜。:83053月31日，王世杰接見蘇聯駐華大使，說明政府決定最近接收大連。:83244月10日，王世杰與蘇聯駐華大使彼德羅夫會談接收旅順、大連問題。:83325月5日，王世杰再接見蘇聯駐華大使，駁斥有關大連受軍管等問題。:83485月11日，蔣接見王世杰，聽取其對蘇聯接收旅順、大連問題。:83525月12日，王世杰向蘇聯大使彼得羅夫提出接收旅順、大連備忘錄。:83536月3日，蘇聯駐華大使彼得羅夫訪外交部長王世杰，就在華白俄團體之反蘇活動提出抗議；王世杰亦抗議蘇聯報紙及通訊社之反華言論。:8367
4月14日，王世杰致函馬歇爾，提出召集中國、美國、蘇聯、英國四國會議，「全面協商解決」朝鮮問題；美國贊成，蘇聯反對。:83344月23日，國民政府准免外交部部長王世杰本職；特任王世杰為行政院政務委員，兼外交部部長。:8340
5月3日，尼泊爾王國特使克利希娜率尼泊爾訪華團抵南京，王世杰設晚宴款待。:8347
5月22日，王世杰向國民參政會報告外交情況，強調促進國際合作，謂為防止日本再起，盟國將訂公約；對美加強友誼，對蘇嚴守條約；接收旅順、大連僅軍隊問題尚未協議，對英港九問題可理解決。:8359
5月9日，駐美大使顧維鈞電外交部長王世杰，報告向美國國務卿馬歇爾提出請求美援中國10億美元經過:8351。7月1日，蔣介石特派外交部長王世杰為議訂中美關於美國援華雙邊協定全權代表。:86319月2日，王世杰致電顧維鈞，說蔣及政府其負責人均對魏德邁講話表示憤慨；指示顧維鈞停止催辦已向進出口銀行提出之各種項目。:8405
6月10日，蔣接見外交部長王世杰，聽取蘇聯、外蒙入侵新疆之北塔山事件經過，決意向蘇聯、外蒙提出抗議；6月11日，駐蘇聯大使傅秉常奉命向蘇聯政府就北塔山事件提出嚴重抗議。:83696月18日，中國國民黨中政會討論時局，外長王世杰在會上報告新疆事件處理經過，對外交涉情形，並談戰事。:8372
7月12日，外交部長王世杰發表聲明，歡迎魏德邁來華，表示魏氏此行將「增進中美間之友感與合作」。:83828月29日，蔣主持國務會議，王世杰外長報告外交，就魏德邁之離華聲明作簡要說明；蔣強調中國應自力更生，勵精圖治，自立自勉。:84038月31日，國民政府派王世杰，顧維鈞、蔣廷黻、劉鍇、張彭春為出席聯合國第二屆大會代表。:84039月5日，王世杰發表談話，聲明參加聯合國第二屆全體大會之立場：一、對於修改憲章，準備充分尊重大會之多數意見；二、對日和約問題，不輕作放棄某些國家之合作而單獨與日本媾和之擬議。:8406-84079月6日，王世杰離開上海飛往美國，出席聯合國第二屆全體大會。:8407
12月8日，英國駐華大使施諦文訪外交部長王世杰，商討中港關稅條約與九龍城問題。:8466
王世杰还先后成为制憲国民大会及行憲国民大会代表。

### 1948年
1948年3月，王世杰當選為中央研究院第一屆院士。4月14日，國民大會召開第八次大會，出席代表2717人；外交部長王世杰作外交報告，分五部分內容。:85719月的第三届联合国大会，王世杰为中国首席代表。12月，王世杰离任外交部長，由吴铁城接任。

### 台湾的活動

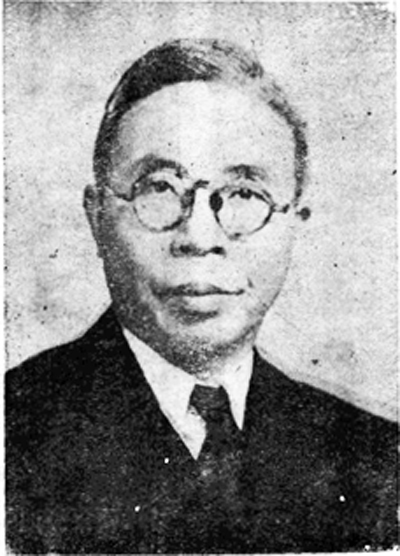
《中国当代名人传》中的王世杰照片

王世杰随蒋介石往台湾。1950年3月20日，特任王世杰為总统府秘書長:529。1952年10月，任中国国民党第七届中央評議委員（第8至12届连任）。1958年7月，任行政院政務委員。此外，他几度出席联合国大会担任中国代表。
1962年4月，獲總統蒋介石核定接替胡適出任中央研究院院長；中央研究院院長任內，兼任國立故宮中央博物院共同理事會常務理事、國立故宮博物院管理委員會常務委員、中華文化復興運動推行委員会常務委員。1970年4月，辞去中央研究院院長，改任總統府資政。1981年4月21日，王世杰在台北市病逝。享年91岁（满90歲）。同年5月29日上午在臺北市第一殯儀館景行廳舉辦公祭，總統蔣經國親臨致祭並題頒「軫念耆勲」輓額；前總統嚴家淦與副總統謝東閔也分別題頒「宿望永昭」與「碩學鴻謨」輓額。九時開始公祭後，由陳立夫、蔣彥士、陶希聖、鄭彥棻爲王世杰靈柩覆蓋中國國民黨黨旗；黃少谷、楊亮功、馮啓聰、葉公超爲靈柩覆蓋國旗，公祭後於當日上午11時發引安葬於臺北市陽明山第一公墓。

## 著作
- 王世杰讲述，宪法，1924年
- 王世杰，比较宪法，1929年/1935年/1927年/1991年
- 王世杰、钱端升，比较宪法，1946年/1948年/1937年/1936年/1989年/1997年
- 王世杰，国际形势概观，1959年
- 王世杰、胡庆育编，中国不平等条约之废除，1967年
- 王世杰等主编，艺苑遗珍（名画） A garland of Chinese paintings，1967年
- 王世杰，王世杰先生论著选集，1978年
- 王世杰撰，国立武汉大学旅台校友会编辑，王世杰先生论著选集，1980年
- 中央研究院近代史研究所编，王世杰日记，1990年
- 王世杰日记（手稿本） The diary of Dr. Wang Shih-Chieh
- 王世杰、胡庆育，中苏友好同盟条约之签订及废止
- 國立故宮博物院编纂委员会编纂，王世杰、蒋复璁主编，元人墨迹集册
- 国立故宫博物院编纂委员会编纂，王世杰、蒋复璁主编，元鲜于枢墨迹

## 家庭
- 妻：萧德华，为音乐家萧友梅之妹。二人共育有四个子女，分别为：
  - 长女：王雪华（1923年－）:哥倫比亞大學藥理學教授、美洲中華醫學會主席
    - 长女婿：艾世勋，中央研究院院士、哥伦比亚大学麻醉学教授

  - 次女：王秋華（1925年－2021年）：字德瀅，臺灣著名建築師，有臺灣圖書館之母美名，第21屆國家文藝獎得主。美國哥倫比亞大學建築碩士，在美期間為Percival Goodman & Chiu-Hwa Wang建築師事務所合夥人，設計50多所教堂、學校等公共設施。在臺著名建築包括中原大學張靜愚紀念圖書館、國立彰化師範大學圖書館、國立海洋大學圖書館、臺中榮總大樓、文化大學創辦人紀念館等，2003年當選第六屆臺灣傑出建築師。英語流利、文字優美，亦曾客串翻譯《看見理想國：一位建築師的夢想國度游記》、《幻城》等書。
  - 长子：王纪五（1927年－1991年）
  - 次子：王德勱（1929年－1974年）。[12]

### 文献
- 徐友春主編. . 河北人民出版社. 2007. ISBN 978-7-202-03014-1.
- 劉国銘主編. . 团結出版社. 2005. ISBN 7-80214-039-0.
- 劉寿林等編. . 中華書局. 1995. ISBN 7-101-01320-1.
- 東亜問題調査会. . 朝日新聞社. 1941.

| 中華民國政府職務 | 中華民國政府職務                                 | 中華民國政府職務      |
| ---------------- | ------------------------------------------------ | --------------------- |
| 前任： 翁文灝    | 教育部部長 1933年4月—1938年1月                   | 繼任： 陳立夫         |
| 前任： 宋子文    | 外交部部長 1945年7月—1948年12月                  | 繼任： 吴铁城         |
| 前任： 邱昌渭    | 總統府秘書長 1950年3月20日—1953年11月17日        | 繼任： 許靜芝（代理） |
| 教育職務         |                                                  |                       |
| 前任： 李四光    | 國立武漢大學校長 1929年2月—1933年4月             | 繼任： 王星拱         |
| 學術機關職務     |                                                  |                       |
| 前任： 胡適      | 中央研究院院長 第3任 1962年4月28日—1970年4月15日 | 繼任： 錢思亮         |